# Kröver Reich
Das Kröver Reich war ein an der Mittelmosel gelegenes früheres Königsgut der Karolinger, das gewisse Privilegien bis zur Französischen Revolution behaupten konnte. Zu dessen Gemeinden gehörten Kröv (Kövenig), Reil, Kinheim (Kindel), Bengel, Kinderbeuern, Erden und verschiedene kleinere Höfe. Ein großer Teil des Gebietes war vom Kondelwald bedeckt, an dessen Rand sich auch das Kloster Springiersbach befand.

## Entstehung

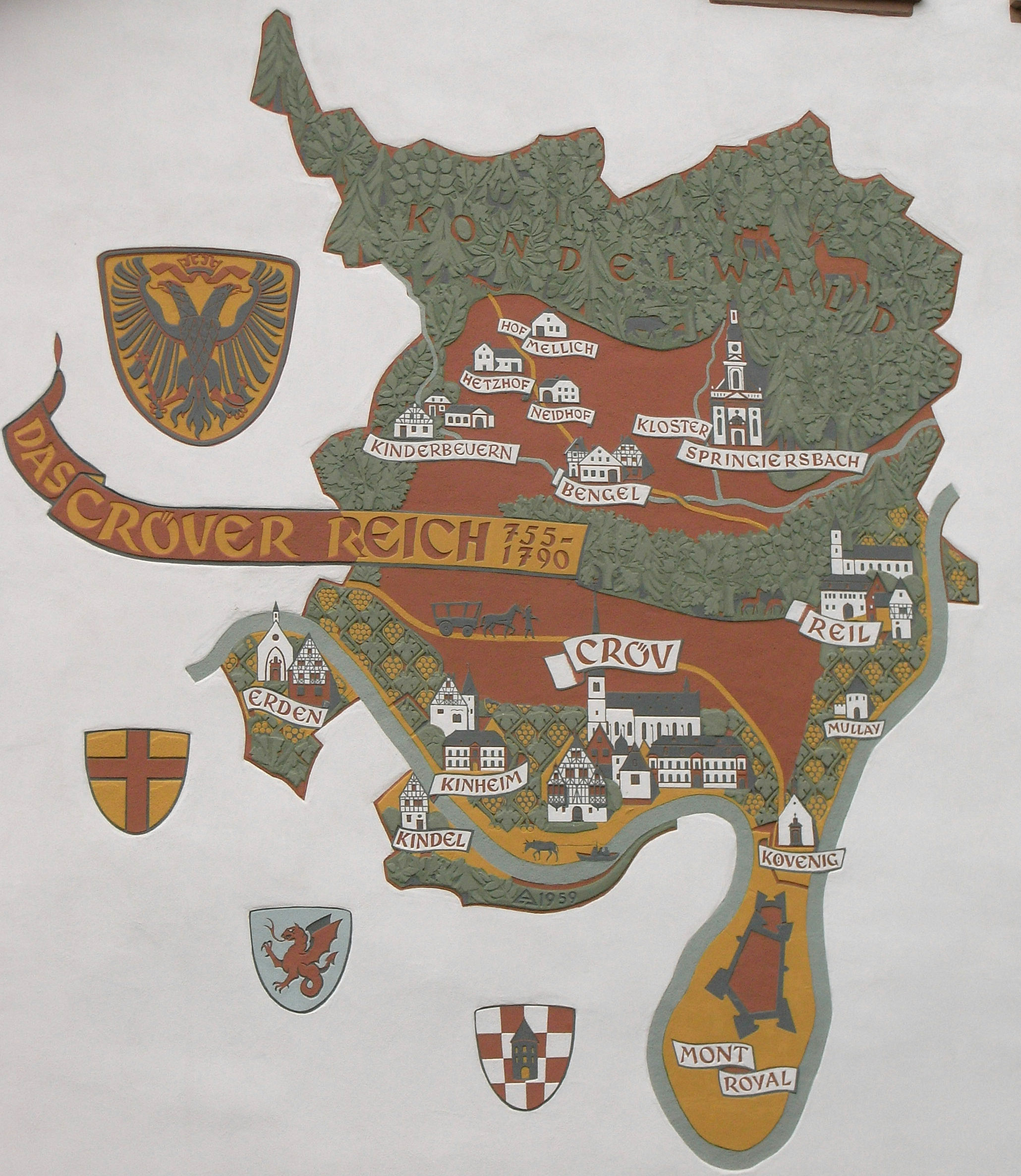
Die Ausdehnung des Kröver Reichs

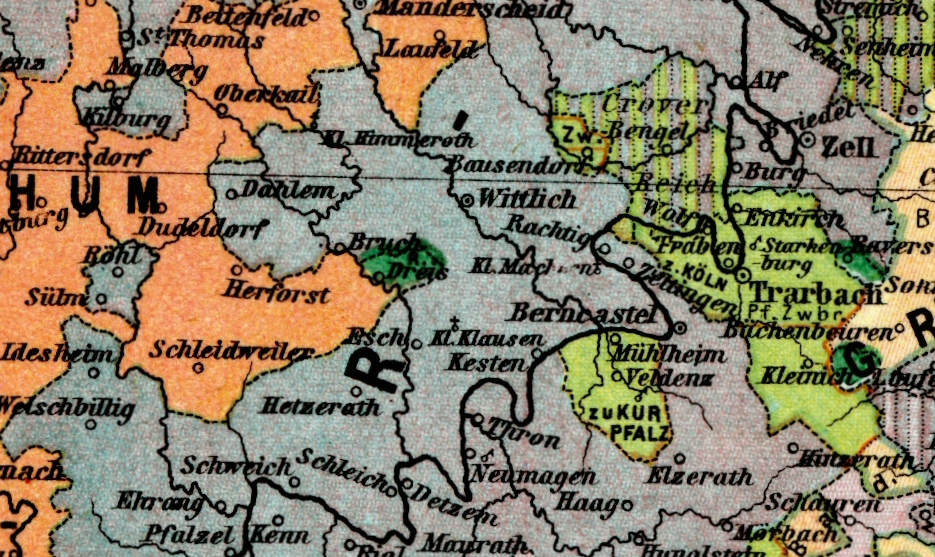
Lage des Kröver Reichs

Wann das Gebiet des Kröver Reiches genau in den Besitz der fränkischen Könige überging, ist nicht überliefert, im 6. Jahrhundert fielen jedoch die ehemals römischen Domänen an die fränkischen Könige. Es gibt jedoch frühe Zeugnisse darüber, wann sie zum ersten Mal über diese Güter verfügten. Eine Urkunde aus dem Jahre 752, in der Pippin der Jüngere die Abtei Echternach mit einer Kirche in Kröv beschenkte, erwies sich jedoch als Fälschung. Das erste echte Schriftstück stammt von König Lothar II., der 862 dem Kloster Stablo eine Kapelle in Kröv überließ. Die Kapelle könnte auf dem Bergrücken zwischen Kröv, Reil und Bengel gelegen haben und ging später in den Besitz des Klosters Echternach über. Auch die Keimzelle einer zweiten Pfarrei auf dem Gebiet des Kröver Reiches, die spätere Reilkirch, war vermutlich eine königliche Hofkapelle. Ein erstes Dokument über diesen Ort stammt aus dem Jahre 1008.
Die direkte Abhängigkeit von der Krone lockerte sich schon im 10. Jahrhundert. Offensichtlich sahen sich die Pfalzgrafen zu Aachen als Eigentümer des Fleckens an und übten die königlichen Rechte aus. Da die Dynastie der Pfalzgrafen mit dem Tod Wilhelms von Ballenstedt im Jahre 1140 ausstarb, fiel das Gut wieder an die Könige zurück. Die Reichsunmittelbarkeit blieb so lange bestehen, bis König Rudolf von Habsburg am 25. November 1274 das Kröver Reich an den Grafen Heinrich von Sponheim verpfändete. Der Graf hatte für seine Dienste eigentlich ein richtiges Lehen bekommen sollen. Da er dies nie erhielt, musste er sich mit der Pfandschaft begnügen. Dies taten die Sponheimer auch, obwohl das Kurfürstentum Trier das Kröver Reich sehr gerne seinem Territorium einverleibt hätte. Vor allem der Trierer Erzbischof Balduin von Luxemburg versuchte mit allen Mitteln, das Reichspfand einzulösen und das Kröver Reich den Sponheimern abzunehmen. Dies gelang ihm jedoch nicht. Spektakulär war in dem Machtkampf die Aktion der Gräfin Loretta von Sponheim-Starkenburg, die den Bischof auf einer Moselfahrt entführen ließ und ihm das Versprechen abnahm, auf das Kröver Reich zu verzichten.

## Dauerstreit um Einfluss
Den Verzicht übten die Trierer nur halbherzig. Es gelang ihnen im Laufe des 14. Jahrhunderts schließlich, die so genannten Vogteirechte für die gewünschten Moseldörfer zu erhalten. Die Vogte hatten ein Anrecht auf gewisse Abgaben und Einnahmen und übten die hohe Gerichtsbarkeit aus. 1423 wurde Dietrich von Kesselstatt mit dem Burghaus zu Kröv/Mosel belehnt und als Verwalter der kurtrierischen Rechte im Kröver Reich ernannt; das Amt des Obervogtes übte die Familie mit wenigen Unterbrechungen bis zum Ende des Kurstaats 1794 aus. 1779 war Johann Hugo Casimir Reichsgraf von Kesselstadt Erbvogt.
Da die Sponheimer aber im Jahre 1399 die Pfandschaft in ein echtes Lehen umwandeln konnten, war der Grund für einen Dauerkonflikt gelegt. Es war ein so genanntes Kondominium entstanden, das die gemeinsame Ausübung der Herrschaft durch zwei verschiedene Parteien vorsah. Ziel der Trierer war es natürlich, sich einen möglichst großen Anteil der regelmäßigen Abgaben zu sichern. So waren die Peterlinge oder St.-Peter-Leute von der Abgabe des sponheimischen Beedweins befreit. Außerdem versuchten sie mit allen Mitteln, die Einführung der Reformation im Kröver Reich zu verhindern. Bei diesem erfolgreichen Unternehmen stand das Recht sogar auf Trierer Seite, denn nach den Grundprinzipien des Augsburger Religionsfriedens durfte die neue Lehre nur unter Zustimmung aller Beteiligten eingeführt werden. Der Streit um die Einkünfte war damit noch nicht beendet, und die beiden Parteien führten von 1594 an einen Prozess vor dem Reichskammergericht. Dieser Konflikt endete erst 1784 mit dem so genannten Zeller Vertrag, den das Kurfürstentum Trier und das Herzogtum Pfalz-Zweibrücken miteinander schlossen. Diesem Vertrag zufolge erhielten die Trierer ein Drittel aller Einkünfte, die Pfälzer dagegen zwei Drittel. 
Somit bildete das Cröver Reich im Oberamt Bernkastel (Ober-Erzstift Trier) ein Kondominium mit Pfalz-Zweibrücken.
Die Freude an der Einigung währte aber nicht lange. Die Französische Revolution bedeutete zehn Jahre später das Ende für den Trierer Kurstaat und das Kröver Reich.
Beide Gebiete gehörten von 1798 bis 1814 zum französischen Département de la Sarre, nach der endgültigen Niederlage Napoleons 1815 zu Preußen. Die Alliierten gründeten zunächst das provisorische Generalgouvernement Nieder- und Mittelrhein, das nach dem Wiener Kongress schließlich zur Provinz Großherzogtum Niederrhein umbenannt wurde. 1822 wurde dieses Gebiet mit der Provinz Jülich-Kleve-Berg zur Rheinprovinz vereinigt. Die Grenze zwischen den Regierungsbezirken Trier und Koblenz verlief entlang des Kröver Reiches. Dessen Bewohner wollten sich mit den neuen Vorschriften jedoch nicht abfinden. Einer zeitgenössischen Quelle zufolge behielten sie die alten Gewohnheiten der Selbstverwaltung bei und akzeptierten die preußische Gemeindeordnung nicht. So bestanden sie darauf, die Schöffen für ihre Gerichte selbst zu wählen. In der Übersetzung der „Eiflia illustrata“ heißt es zum Beispiel über die Reiler: „Die Rottmänner, so werden die Vorsteher der neuen Rotten genannt, in welche das Dorf eingeteilt ist, mischen sich noch immer in alle Verwaltungsangelegenheiten. Sie bildeten das Kittelgericht, welches davon seinen Namen erhalten haben soll, weil in früheren Zeiten einem jeden Mitglied dieses Bürgerausschusses auf Kosten der Gemeinde bei seinem Antritt ein neuer Kittel verabreicht werden musste.“ Auch hielten die Reiler und Kröver an den vierteljährlichen Dorfgerichtstagen fest, wo die Strafen, die die Verurteilten bezahlen mussten, an Ort und Stelle weggetrunken wurden.

## Die Verfassung des Reiches
Auch wenn sich die Fürsten mehrere hundert Jahre lang um den Einfluss im Kröver Reich stritten: Seine Bewohner lebten nach Regeln, die sie sich wohl schon zu Zeiten der königlichen Herrschaft gegeben hatten. Diese Regeln wurden in einem so genannten Weistum festgehalten und galten bis zu Beginn des neunzehnten Jahrhunderts. Die Kröver und Reiler waren ihrem eigenen Verständnis zufolge immer noch freie Reichsbürger. In dem Antiquarius der Neckar-, Main-, Mosel- und Lahnströme von 1781 heißt es über das Kröver Reich: „In dem dreyzehenden Jahrhundert, hat solches zu den Reichsgütern, mithin den römischen Königen und Kaisern allein zugehöret, daher es dann auch kommt, daß die darzu gehörigen Unterthanen noch vor freye Reichsbürger wollen gehalten seyn.“ So erkennt das Weistum aus dem Jahre 1399 als obersten Herren den „römischen Vogt“ an, mit der Ergänzung „Kaiser, König, oder wer es derentwegen innehat“. Das Weistum, eine Art Verfassung, regelte sehr genau das Zusammenleben in den Moseldörfern. Es legte in seinem Gültigkeitsbereich die Rechtsprechung, die Nutzung des Gemeindelandes, die Rechte und Pflichten der einzelnen Gemeindemitglieder fest und nannte Strafen für einzelne Verfehlungen. Die Gerichtsschöffen, die im Mittelalter dem niederen Adel angehörten, wurden dabei von den Dorfbewohnern selbst gewählt und gestellt.
Die Strafen für verschiedene Vergehen muten aus heutiger Sicht sehr drakonisch an. Mörder wurden gerädert, Diebe erhängt, Falschmünzer in heißem Öl gesiedet. Wer einer Vergewaltigung für schuldig befunden wurde, dem schlugen die Gerichtsdiener einen Pfahl durch den Bauch. Die Vergewaltigte durfte dabei die ersten drei Schläge tun. Diese Strafen wurden der Forschung zufolge sehr selten verhängt und dienten vor allem der Abschreckung.
Besonders bemerkenswert, die Winzer waren Erbpächter, die mit ihren Familien so viel Land bewirtschaften durften, wie sie bewirtschaften konnten (einzigartig in Europa). Je nachdem die Familie wuchs oder schrumpfte, veränderte sich auch die Größe des Pachtlandes. Das ging so bis zu napoleonischen Zeit.

## Sonstiges
Mit Kröver Reich bezeichnet man heute noch einen weiten, nach Süden gelegenen Weinbergshang oberhalb von Kröv an der Mosel.